# Mundo a Descobrir
Mundo a Descobrir é o segundo álbum de estúdio da banda de pop punk, reggae e rock alternativo do Rio de Janeiro Scracho, lançado em setembro de 2011. Foi lançado quatro anos depois do último álbum da banda, A Grande Bola Azul.
É o trabalho de estreia da baterista Debora Teicher - única mulher a integrar a Scracho.  No álbum há destaques como "Vida que Segue" que já ganhou videoclipe oficial, e outras por terem participações especiais, tais como "Tragédia dos Comuns" com McMãe, "Passa e Fica" com Baia e a muito comentada "Lado Bê" com Forfun e Dibob. O novo álbum traz no encarte o nome de todos os fãs que compraram o kit da banda. Traz também uma resenha de Tony Bellotto sobre quem é "Scracho" e o que é Mundo a Descobrir.

## Faixas
1. Bem-te-vi
2. Tragédia dos Comuns
3. #tudobem
4. Som Sincero
5. Vida que Segue
6. Passa e Fica
7. Incompleto
8. A.C.H.T
9. De la pra cá
10. Não Demora
11. Lado Bê
12. Sala de Jantar
13. A Seu tempo